# Merkur Cup
Der Merkur Cup (offizielle Schreibweise Merkur CUP) ist ein E-Jugend-Fußballturnier, das seit 1995 jährlich vom Münchner Merkur gemeinsam mit dem Bayerischen Fußball-Verband ausgetragen wird. Mit jährlich rund 350 teilnehmenden Mannschaften aus dem Verbreitungsgebiet des Münchner Merkur gilt es als größtes E-Jugend-Turnier der Welt.

## Modus
Der Merkur Cup wird in verschiedenen eintägigen Turnieren ausgetragen, an denen jeweils acht Mannschaften teilnehmen, wobei die beiden Bestplatzierten weiterkommen. Zunächst finden die Turniere in Vorrunden auf der Ebene von 16 Kreisen statt, die sich in Oberbayern befinden. Im Jahr 2023 nehmen daran insgesamt 347 Teams teil. Die beiden Gewinner der jeweiligen Kreisfinal-Turniere ziehen in vier Bezirksfinal-Turniere ein. Aus den jeweiligen beiden Finalisten der vier Bezirksfinals setzen sich die acht Teilnehmer des Finalturniers zusammen.
Die einzelnen Turniere werden zunächst in Vierer-Gruppen ausgespielt, ehe es zu Halbfinale und Finale im K.-o.-Modus kommt. Dabei gilt in der Gruppenphase die Sonderregel, dass eine Mannschaft für drei oder mehr erzielte Tore in einem Spiel einen Zusatzpunkt erhält.
Seit 2013 wird parallel ein Merkur Cup der Mädchen ausgespielt, an dem im Jahr 2023 33 Teams teilnehmen.
Für die Jahre 2020 und 2021 wurde das Turnier wegen der COVID-19-Pandemie abgesagt. Im Jahr 2022 nahm der Nachwuchs des FC Bayern München erstmals nicht mehr am Turnier teil, ab dem Jahr 2023 nahmen weder der TSV 1860 München noch der FC Bayern München am Turnier teil.

## Titelträger
Rekordsieger sind mit jeweils elf Titeln der Nachwuchs des FC Bayern München und des TSV 1860 München. Fünf Mal gewann die SpVgg Unterhaching den Merkur Cup, ein Mal der FC Ismaning und ein Mal der TSV Murnau.
Den Merkur Cup der Mädchen gewann bislang sieben Mal der FFC Wacker München sowie je ein Mal der SC Huglfing, der TSV Schäftlarn, der SV RW Überacker und der ESV München.

### Die Endspiele des Merkur Cup
| Jahr | Datum         | Finalturnierort | Sieger             | unterlegener Finalist  | Ergebnis                 |
| ---- | ------------- | --------------- | ------------------ | ---------------------- | ------------------------ |
| 1995 | 23. Juli 1995 | Germering       | FC Bayern München  | SpVgg Unterhaching     |                          |
| 1996 | 14. Juli 1996 | Unterhaching    | TSV 1860 München   | FC Bayern München      |                          |
| 1997 | 13. Juli 1997 | Eching          | FC Bayern München  | SpVgg Unterhaching     |                          |
| 1998 | 18. Juli 1998 | Geretsried      | FC Bayern München  | TSV 1860 München       |                          |
| 1999 | 11. Juli 1999 | Wolfratshausen  | TSV 1860 München   | FC Bayern München      |                          |
| 2000 | 15. Juli 2000 | Markt Schwaben  | FC Bayern München  | TSV 1860 München       |                          |
| 2001 | 14. Juli 2001 | Oberammergau    | SpVgg Unterhaching | TSV 1860 München       |                          |
| 2002 | 20. Juli 2002 | Aschheim        | TSV 1860 München   | FC Bayern München      | 2:0                      |
| 2003 | 19. Juli 2003 | Murnau          | TSV 1860 München   | FC Bayern München      | 1:0                      |
| 2004 | 17. Juli 2004 | Heimstetten     | TSV 1860 München   | SV Pullach             | 2:0                      |
| 2005 |               | Olching         | FC Bayern München  |                        |                          |
| 2006 | 15. Juli 2006 | Raisting        | TSV 1860 München   | FC Bayern München      | 1:0                      |
| 2007 |               | Wartenberg      | FC Bayern München  |                        |                          |
| 2008 | 12. Juli 2008 | Gaißach         | TSV 1860 München   | SpVgg Unterhaching     | 2:0                      |
| 2009 | 18. Juli 2009 | Freising        | FC Bayern München  | TSV 1860 München       | 2:0                      |
| 2010 | 17. Juli 2010 | Rottach-Egern   | FC Bayern München  | TSV 1860 München       | 3:0                      |
| 2011 | 16. Juli 2011 | Dachau          | FC Bayern München  | TSV 1860 München       | 3:2                      |
| 2012 | 14. Juli 2012 | Hallbergmoos    | TSV 1860 München   | SC Fürstenfeldbruck    | 2:0                      |
| 2013 | 20. Juli 2013 | Gaißach         | SpVgg Unterhaching | FC Bayern München      | 4:1                      |
| 2014 | 19. Juli 2014 | Unterhaching    | FC Bayern München  | TSV 1860 München       | 2:0                      |
| 2015 | 18. Juli 2015 | Ebersberg       | FC Ismaning        | SC Fürstenfeldbruck    | 3:0                      |
| 2016 | 16. Juli 2016 | Mammendorf      | TSV 1860 München   | FC Bayern München      | 1:0                      |
| 2017 | 15. Juli 2017 | Warngau         | SpVgg Unterhaching | FC Bayern München      | 1:0                      |
| 2018 | 14. Juli 2018 | Altenerding     | FC Bayern München  | SpVgg Unterhaching     | 3:0                      |
| 2019 | 20. Juli 2019 | Unterhaching    | TSV 1860 München   | FC Bayern München      | 3:2 im Achtmeterschießen |
| 2022 | 16. Juli 2022 | Unterhaching    | TSV 1860 München   | SV Waldperlach         | 4:0                      |
| 2023 | 15. Juli 2023 | Unterhaching    | SpVgg Unterhaching | SV Waldeck-Obermenzing | 1:0                      |
| 2024 | 13. Juli 2024 | Unterhaching    | SpVgg Unterhaching | SpVgg Altenerding      | 3:0                      |
| 2025 | 20. Juli 2025 | Unterhaching    | TSV Murnau         | SpVgg Unterhaching     | 2:1                      |

## Bekannte Teilnehmer (Auswahl)
Bereits rund 80 spätere Profi-Fußballer haben am Turnier teilgenommen, entweder bereits beim TSV 1860 München und dem FC Bayern, oder noch in ihrem Heimatverein. Das Turnier wird von den größeren Vereinen zur Talentsichtung genutzt.
- Karim Adeyemi, Teilnahme mit der SpVgg Unterhaching[34]
- Stefan Aigner, Teilnahme mit dem TSV 1860 München[32]
- Lars Bender, Teilnahme mit der SpVgg Unterhaching[35]
- Sven Bender, Teilnahme mit der SpVgg Unterhaching[35]
- Vitus Eicher, Teilnahme mit dem FC Langengeisling[36]
- Mats Hummels, Teilnahme mit dem FC Bayern München[37]
- Fabian Johnson, Teilnahme mit dem TSV 1860 München[32]
- Philipp Lahm, Teilnahme mit der FT Gern[38]
- Sebastian Maier, Teilnahme mit dem TSV 1860 München[15]
- Leandro Morgalla, Teilnahme mit dem TSV 1860 München[39]
- Philipp Max, Teilnahme mit dem TSV 1860 München[15]
- Peniel Mlapa, Teilnahme mit dem TSV 1860 München[13]
- Thomas Müller, Teilnahme mit dem TSV Pähl[33]
- Julian Nagelsmann, Teilnahme mit dem FC Issing[32]
- Florian Neuhaus, Teilnahme mit dem TSV 1860 München[40]
- Florian Niederlechner, Teilnahme mit dem SV Hohenlinden[32]
- Mike Ott, Teilnahme mit dem TSV 1860 München[16]
- Manuel Schäffler, Teilnahme mit dem TSV Moorenweis[32]
- Josip Stanišić, Teilnahme mit dem TSV 1860 München[41]
- Tobias Strobl, Teilnahme mit dem TSV Aubing[32]
- Emanuel Taffertshofer, Teilnahme mit dem TSV 1860 München[16]
- Sandro Wagner, Teilnahme mit dem FC Bayern München[42]
- Felix Weber, Teilnahme mit dem TSV 1860 München[43]
- Daniel Wein, Teilnahme mit dem TSV 1860 München[43]
- Maximilian Wittek, Teilnahme mit dem TSV 1860 München[44]

## Schirmherren
Das Turnier wird von wechselnden Schirmherren aus Sport oder Politik begleitet. Erster Schirmherr war bei der Gründung Karl-Heinz Rummenigge. Ihm folgten Edmund Stoiber, Stefan Reuter und Philipp Lahm. Seit 2017 ist Manfred Schwabl der Schirmherr des Turniers. Die erste Schirmherrin des Mädchen-Turniers war von 2017 bis 2018 Melanie Behringer, 2019 übernahm Nicole Rolser die Schirmherrschaft. Zudem fungiert seit 2019 Joachim Herrmann als Pate des Turniers.